# أمبير كوروين
أمبير كوروين (بالإنجليزية: Amber Corwin)‏ هي متزلجة فنية أمريكية، ولدت في 21 ديسمبر 1978 في Harbor City, Los Angeles ‏ في الولايات المتحدة.

## وصلات خارجية
- أمبير كوروين على موقع الاتحاد الدولي للتزلج (الإنجليزية)